# Чандмань-Ундер
Чандмань-Ундер (монг. Чандмань-Өндөр) – сомон в аймаке Хувсгел. Расположен в центральной части аймака. Граничит с сомонами: Цагаан-Уурэ (на востоке), Эндэнэбулган (на юго-востоке), Тунэл (на юге), Алаг-Эрдэнэ (на западе), Ханх (на севере). На северо-западе граница сомона походит по озеру Хубсугул. 
Площадь составляет 4 490 км². Население на 2000 год – 3 036 человек. Административный центр – Хухээ, расположен в 190 км к северо-востоку от города Мурэн и в 758 км от Улан-Батора.
В сомоне находится памятник Алан-гоа, прародительница монгольских правителей. 
По данным на 2004 год в сомоне было примерно 13 000 коз, 10 000 овец, 14 000 коров и яков,  4 100 лошадей и 0 верблюдов.